# Kjell Johansson (politiker)
Kjell Johan Ingvar Johansson, född 7 maj 1933 i Landskrona, död 19 maj 2014 i Mariefreds församling i Södermanlands län, var en svensk fabrikör och politiker (folkpartist).
Kjell Johansson, som var son till en skomakarmästare, var varvsarbetare i Landskrona 1950-1957 och drev från 1959 ett svets- och maskinmonteringsföretag i Mariefred.
Han var riksdagsledamot för Södermanlands läns valkrets 1982-1994 och var i riksdagen bland annat ledamot i skatteutskottet 1983-1994. Han var främst engagerad i ekonomisk politik, särskilt skattefrågor.